# Церква Покрови Пресвятої Богородиці (Сосулівка, ПЦУ)
Церква Покрови Пречистої Богородиці в Сосулівці — православний парафіяльний храм (ПЦУ) у селі Сосулівка Чортківського району Тернопільської области.

## Історія
Перша згадка про церкву Покрови Пресвятої Богородиці в Сосулівці датується 1713 роком, а у 1803-му її вже описують як «православну (грецького обряду)». Спочатку храм був дерев'яним, але у 1856 році його перебудували.
У 1938–1939 роках жителі села добудували церкву з обох боків, надавши їй майже сучасного вигляду. Служби тут почали проводити ще до початку Другої світової війни. Під час радянсько-німецької війни було пошкоджено верхню частину будівлі.
У 1951 році храм закрили на двадцять сім років, а відкрили лише у 1988 році. У 1993 році було зареєстровано статус релігійної громади УПЦ КП села Сосулівка.
15 грудня 2018 року храм і парафія приєдналися до ПЦУ.

## Парохи
- о. Горобець (1912—?)
- о. Гелевич
- о. Микола Когут
- о. Кацалай
- о. Володимир Рущицький (1948—1951)
- о. Роман Глубіш (1988—2021)
- о. Андрій Стрільчук (від 28 січня 2021)